# Stefan de Bod
Stefan de Bod (n. Stellenbosch, 17 de novembro de 1996) é um ciclista profissional sul-africano que atualmente corre para a equipa Dimension Data.

## Palmarés
2016
- 2º no Campeonato da África do Sul em Estrada

2017
- 2º no Campeonato da África do Sul em Estrada
- 2º no Campeonato da África do Sul Contrarrelógio
- 2º no Campeonato Africano Contrarrelógio

2018
- Grande Prêmio Palio do Recioto[1]

2019
- 2º no Campeonato da África do Sul Contrarrelógio
- 3º no Campeonato da África do Sul em Estrada
- Campeonato Africano Contrarrelógio

## Resultados nas Grandes Voltas e Campeonatos do Mundo
| Carreira               | 2016 | 2017 | 2018 | 2019 |
| ---------------------- | ---- | ---- | ---- | ---- |
| Giro d'Italia          | -    | -    | -    | -    |
| Tour de France         | -    | -    | -    | -    |
| Volta a Espanha        | -    | -    | -    | -    |
| Mundial em Estrada     | -    | -    | -    | Ab.  |
| Mundial Contrarrelógio | -    | -    | -    | 41º  |

-: não participa 

Ab.: abandono 